# Boulevard Charlemagne (Nancy)
Pour les articles homonymes, voir Boulevard Charlemagne (Bruxelles) et Charlemagne (homonymie).
Le boulevard Charlemagne est une voie de la commune de Nancy, sise au sein du département de Meurthe-et-Moselle, en région Lorraine, en France.

## Origine du nom
Le boulevard est nommé à sa création en 1906 d'après le nom de l'empereur Charlemagne.

## Bâtiments remarquables et lieux de mémoire
Le boulevard longe la Place des Ducs-de-Bar, ainsi que l'Institut Universitaire de Technologie.
- n°44 : immeuble construit en 1923 par l’architecte Fernand César